# Parasan
Parasan (en francès Paraza) és un municipi francès situat al departament de l'Aude i a la regió d'Occitània.